# The Digital Swiss 5
The Digital Swiss 5 ou Tour de Suisse virtuel ou E-Tour de Suisse, est une compétition cycliste réunissant des cyclistes participant depuis leurs vélos stationnaires connectés. Ainsi les participants ont un retour vidéo de leur position dans cette épreuve virtuelle. 
La compétition est basée sur le parcours du Tour de Suisse 2020, finalement annulé à cause de la pandémie de Covid-19. Pour chaque étape, une portion est reproduite de façon virtuelle, avec les vraies pentes, virages et parcours tels que dans la réalité.
L'épreuve se déroule du 22 au 26 avril 2020 en 5 étapes. Deux sont remportées par Rohan Dennis, deux autres par Stephan Küng et une autre enfin par Nicolas Roche.

## Participants
19 équipes participent à l'épreuve. Les plus grands noms du peloton participent à l'épreuve.
| WorldTeams (16)- AG2R La Mondiale - Bahrain McLaren - Bora-Hansgrohe - CCC Team - Deceuninck-Quick Step - EF Pro Cycling - Groupama-FDJ - Israel Start-Up Nation - Lotto Soudal - Mitchelton-Scott - Movistar Team - NTT Pro Cycling - Ineos - Jumbo-Visma - Team Sunweb - Trek-Segafredo ProTeams (2)- Rally Cycling - Total Direct Énergie Équipe nationale- Suisse |
| |

## Étapes
| Étape     | Date    | Villes étapes                       | type                      | Distance (km) | Vainqueur d'étape | Leader du classement général |
| --------- | ------- | ----------------------------------- | ------------------------- | ------------- | ----------------- | ---------------------------- |
| 1re étape | 22 avr. | Agarn – Loèche-les-Bains            | étape de moyenne montagne | 26,6          | Rohan Dennis      |                              |
| 2e étape  | 23 avr. | Frauenfeld – Frauenfeld             | étape vallonnée           | 46            | Stefan Küng       |                              |
| 3e étape  | 24 avr. | Fiesch – col du Nufenen             | étape de montagne         | 33,1          | Nicolas Roche     |                              |
| 4e étape  | 25 avr. | Oberlangenegg – Langnau im Emmental | étape de moyenne montagne | 36,8          | Stefan Küng       |                              |
| 5e étape  | 26 avr. | Blenio – Sedrun                     | étape de montagne         | 36            | Rohan Dennis      |                              |

## Déroulement de la course

### 1reétape
| \| Classement de l'étape \| Classement de l'étape \| Classement de l'étape \| Classement de l'étape \| Classement de l'étape \| \| Coureur \| Coureur \| Pays \| Équipe \| Temps \| \| --------------------- \| --------------------- \| --------------------- \| --------------------- \| --------------------- \| \| 1er \| Rohan Dennis \| Australie \| Team Ineos \| 53 min 07 s \| \| 2e \| Nicolas Roche \| Irlande \| Team Sunweb \| + 1 min 09 s \| \| 3e \| James Whelan \| Australie \| EF Pro Cycling \| + 1 min 28 s \| \| 4e \| Chris Hamilton \| Australie \| Team Sunweb \| + 1 min 38 s \| \| 5e \| Ben O'Connor \| Australie \| NTT Pro Cycling \| + 2 min 03 s \| \| 6e \| Luke Durbridge \| Australie \| Mitchelton-Scott \| + 2 min 17 s \| \| 7e \| Remco Evenepoel \| Belgique \| Deceuninck-Quick Step \| + 2 min 37 s \| \| 8e \| Pieter Serry \| Belgique \| Deceuninck-Quick Step \| + 3 min 14 s \| \| 9e \| Lawson Craddock \| États-Unis \| EF Pro Cycling \| + 3 min 15 s \| \| 10e \| Cameron Wurf \| Australie \| Team Ineos \| + 3 min 35 s \| |                 |            |                       |              |
| |                 |            |                       |              |
| |                 |            |                       |              |
| Classement de l'étape |                 |            |                       |              |
| Coureur | Coureur         | Pays       | Équipe                | Temps        |
| 1er | Rohan Dennis    | Australie  | Team Ineos            | 53 min 07 s  |
| 2e | Nicolas Roche   | Irlande    | Team Sunweb           | + 1 min 09 s |
| 3e | James Whelan    | Australie  | EF Pro Cycling        | + 1 min 28 s |
| 4e | Chris Hamilton  | Australie  | Team Sunweb           | + 1 min 38 s |
| 5e | Ben O'Connor    | Australie  | NTT Pro Cycling       | + 2 min 03 s |
| 6e | Luke Durbridge  | Australie  | Mitchelton-Scott      | + 2 min 17 s |
| 7e | Remco Evenepoel | Belgique   | Deceuninck-Quick Step | + 2 min 37 s |
| 8e | Pieter Serry    | Belgique   | Deceuninck-Quick Step | + 3 min 14 s |
| 9e | Lawson Craddock | États-Unis | EF Pro Cycling        | + 3 min 15 s |
| 10e | Cameron Wurf    | Australie  | Team Ineos            | + 3 min 35 s |

### 2eétape
| \| Classement de l'étape \| Classement de l'étape \| Classement de l'étape \| Classement de l'étape \| Classement de l'étape \| \| Coureur \| Coureur \| Pays \| Équipe \| Temps \| \| --------------------- \| --------------------- \| --------------------- \| --------------------- \| --------------------- \| \| 1er \| Stefan Küng \| Suisse \| Groupama-FDJ \| 54 min 30 s \| \| 2e \| Filippo Ganna \| Italie \| Team Ineos \| + 47 s \| \| 3e \| Michael Matthews \| Australie \| Team Sunweb \| + 1 min 28 s \| \| 4e \| Greg Van Avermaet \| Belgique \| CCC Team \| + 1 min 32 s \| \| 5e \| Matteo Dal-Cin \| Canada \| Rally Cycling \| + 2 min 24 s \| \| 6e \| Stephen Bassett \| États-Unis \| Rally Cycling \| + 2 min 30 s \| \| 7e \| Rasmus Tiller \| Norvège \| NTT Pro Cycling \| + 2 min 40 s \| \| 8e \| Kamil Gradek \| Pologne \| CCC Team \| + 2 min 42 s \| \| 9e \| Michael Schär \| Suisse \| CCC Team \| + 2 min 47 s \| \| 10e \| Mitchell Docker \| Australie \| EF Pro Cycling \| + 3 min 21 s \| |                   |            |                 |              |
| |                   |            |                 |              |
| |                   |            |                 |              |
| Classement de l'étape |                   |            |                 |              |
| Coureur | Coureur           | Pays       | Équipe          | Temps        |
| 1er | Stefan Küng       | Suisse     | Groupama-FDJ    | 54 min 30 s  |
| 2e | Filippo Ganna     | Italie     | Team Ineos      | + 47 s       |
| 3e | Michael Matthews  | Australie  | Team Sunweb     | + 1 min 28 s |
| 4e | Greg Van Avermaet | Belgique   | CCC Team        | + 1 min 32 s |
| 5e | Matteo Dal-Cin    | Canada     | Rally Cycling   | + 2 min 24 s |
| 6e | Stephen Bassett   | États-Unis | Rally Cycling   | + 2 min 30 s |
| 7e | Rasmus Tiller     | Norvège    | NTT Pro Cycling | + 2 min 40 s |
| 8e | Kamil Gradek      | Pologne    | CCC Team        | + 2 min 42 s |
| 9e | Michael Schär     | Suisse     | CCC Team        | + 2 min 47 s |
| 10e | Mitchell Docker   | Australie  | EF Pro Cycling  | + 3 min 21 s |

### 3eétape
| \| Classement de l'étape \| Classement de l'étape \| Classement de l'étape \| Classement de l'étape \| Classement de l'étape \| \| Coureur \| Coureur \| Pays \| Équipe \| Temps \| \| --------------------- \| --------------------- \| --------------------- \| --------------------- \| --------------------- \| \| 1er \| Nicolas Roche \| Irlande \| Team Sunweb \| 1 h 12 min 11 s \| \| 2e \| Ilnur Zakarin \| Russie \| CCC Team \| + 1 min 10 s \| \| 3e \| Lawrence Warbasse \| États-Unis \| AG2R La Mondiale \| + 1 min 17 s \| \| 4e \| Chris Hamilton \| Australie \| Team Sunweb \| + 1 min 40 s \| \| 5e \| James Whelan \| Australie \| EF Pro Cycling \| + 1 min 51 s \| \| 6e \| Michał Kwiatkowski \| Pologne \| Team Ineos \| + 2 min 04 s \| \| 7e \| Hermann Pernsteiner \| Autriche \| Bahrain McLaren \| + 2 min 30 s \| \| 8e \| Louis Meintjes \| Afrique du Sud \| NTT Pro Cycling \| + 2 min 54 s \| \| 9e \| Rein Taaramäe \| Estonie \| Total Direct Énergie \| + 3 min 08 s \| \| 10e \| Gavin Mannion \| États-Unis \| Rally Cycling \| + 3 min 25 s \| |                     |                |                      |                 |
| |                     |                |                      |                 |
| |                     |                |                      |                 |
| Classement de l'étape |                     |                |                      |                 |
| Coureur | Coureur             | Pays           | Équipe               | Temps           |
| 1er | Nicolas Roche       | Irlande        | Team Sunweb          | 1 h 12 min 11 s |
| 2e | Ilnur Zakarin       | Russie         | CCC Team             | + 1 min 10 s    |
| 3e | Lawrence Warbasse   | États-Unis     | AG2R La Mondiale     | + 1 min 17 s    |
| 4e | Chris Hamilton      | Australie      | Team Sunweb          | + 1 min 40 s    |
| 5e | James Whelan        | Australie      | EF Pro Cycling       | + 1 min 51 s    |
| 6e | Michał Kwiatkowski  | Pologne        | Team Ineos           | + 2 min 04 s    |
| 7e | Hermann Pernsteiner | Autriche       | Bahrain McLaren      | + 2 min 30 s    |
| 8e | Louis Meintjes      | Afrique du Sud | NTT Pro Cycling      | + 2 min 54 s    |
| 9e | Rein Taaramäe       | Estonie        | Total Direct Énergie | + 3 min 08 s    |
| 10e | Gavin Mannion       | États-Unis     | Rally Cycling        | + 3 min 25 s    |

### 4eétape
| \| Classement de l'étape \| Classement de l'étape \| Classement de l'étape \| Classement de l'étape \| Classement de l'étape \| \| Coureur \| Coureur \| Pays \| Équipe \| Temps \| \| --------------------- \| --------------------- \| --------------------- \| --------------------- \| --------------------- \| \| 1er \| Stefan Küng \| Suisse \| Suisse \| 46 min 03 s \| \| 2e \| Michael Matthews \| Australie \| Team Sunweb \| + 6 s \| \| 3e \| Ethan Hayter \| Royaume-Uni \| Team Ineos \| + 43 s \| \| 4e \| Greg Van Avermaet \| Belgique \| CCC Team \| + 57 s \| \| 5e \| Michael Gogl \| Autriche \| NTT Pro Cycling \| + 1 min 00 s \| \| 6e \| Silvan Dillier \| Suisse \| AG2R La Mondiale \| + 1 min 42 s \| \| 7e \| Tobias Foss \| Norvège \| Jumbo-Visma \| + 1 min 48 s \| \| 8e \| Stephen Bassett \| États-Unis \| Rally Cycling \| + 1 min 55 s \| \| 9e \| Tobias Ludvigsson \| Suède \| Groupama-FDJ \| + 1 min 57 s \| \| 10e \| Nathan Van Hooydonck \| Belgique \| CCC Team \| + 2 min 00 s \| |                      |             |                  |              |
| |                      |             |                  |              |
| |                      |             |                  |              |
| Classement de l'étape |                      |             |                  |              |
| Coureur | Coureur              | Pays        | Équipe           | Temps        |
| 1er | Stefan Küng          | Suisse      | Suisse           | 46 min 03 s  |
| 2e | Michael Matthews     | Australie   | Team Sunweb      | + 6 s        |
| 3e | Ethan Hayter         | Royaume-Uni | Team Ineos       | + 43 s       |
| 4e | Greg Van Avermaet    | Belgique    | CCC Team         | + 57 s       |
| 5e | Michael Gogl         | Autriche    | NTT Pro Cycling  | + 1 min 00 s |
| 6e | Silvan Dillier       | Suisse      | AG2R La Mondiale | + 1 min 42 s |
| 7e | Tobias Foss          | Norvège     | Jumbo-Visma      | + 1 min 48 s |
| 8e | Stephen Bassett      | États-Unis  | Rally Cycling    | + 1 min 55 s |
| 9e | Tobias Ludvigsson    | Suède       | Groupama-FDJ     | + 1 min 57 s |
| 10e | Nathan Van Hooydonck | Belgique    | CCC Team         | + 2 min 00 s |

### 5eétape
| \| Classement de l'étape \| Classement de l'étape \| Classement de l'étape \| Classement de l'étape \| Classement de l'étape \| \| Coureur \| Coureur \| Pays \| Équipe \| Temps \| \| --------------------- \| --------------------- \| --------------------- \| --------------------- \| --------------------- \| \| 1er \| Rohan Dennis \| Australie \| Team Ineos \| 42 min 48 s \| \| 2e \| Nicolas Roche \| Irlande \| Team Sunweb \| + 11 s \| \| 3e \| Jonas Vingegaard \| Danemark \| Jumbo-Visma \| + 37 s \| \| 4e \| Chris Hamilton \| Australie \| Team Sunweb \| + 45 s \| \| 5e \| Maximilian Schachmann \| Allemagne \| Bora-Hansgrohe \| + 49 s \| \| 6e \| Jai Hindley \| Australie \| Team Sunweb \| + 50 s \| \| 7e \| Ben O'Connor \| Australie \| NTT Pro Cycling \| + 59 s \| \| 8e \| Ilnur Zakarin \| Russie \| CCC Team \| + 1 min 10 s \| \| 9e \| Nick Schultz \| Australie \| Mitchelton-Scott \| + 1 min 16 s \| \| 10e \| Mathias Frank \| Suisse \| Suisse \| + 1 min 31 s \| |                       |           |                  |              |
| |                       |           |                  |              |
| |                       |           |                  |              |
| Classement de l'étape |                       |           |                  |              |
| Coureur | Coureur               | Pays      | Équipe           | Temps        |
| 1er | Rohan Dennis          | Australie | Team Ineos       | 42 min 48 s  |
| 2e | Nicolas Roche         | Irlande   | Team Sunweb      | + 11 s       |
| 3e | Jonas Vingegaard      | Danemark  | Jumbo-Visma      | + 37 s       |
| 4e | Chris Hamilton        | Australie | Team Sunweb      | + 45 s       |
| 5e | Maximilian Schachmann | Allemagne | Bora-Hansgrohe   | + 49 s       |
| 6e | Jai Hindley           | Australie | Team Sunweb      | + 50 s       |
| 7e | Ben O'Connor          | Australie | NTT Pro Cycling  | + 59 s       |
| 8e | Ilnur Zakarin         | Russie    | CCC Team         | + 1 min 10 s |
| 9e | Nick Schultz          | Australie | Mitchelton-Scott | + 1 min 16 s |
| 10e | Mathias Frank         | Suisse    | Suisse           | + 1 min 31 s |